# Gianni Franco
Gianni Franco (Buenos Aires, 11 aprile 1951) è un attore italiano.

## Biografia
Nacque in Argentina da genitori piemontesi, e giunse in Italia all'età di tre anni. 
Iniziò la sua carriera di attore professionista nel 1980. Ebbe il ruolo del protagonista maschile ne La figlia di Lady Chatterley, una pellicola che ebbe una distribuzione estremamente limitata e uno scarso successo.
Partecipò come caratterista in quasi cento film nel periodo che va dal 1980 al 2020. La sua lunga carriera è costellata perlopiù da ruoli secondari o minori sia al cinema e sia in televisione, come per esempio nella miniserie televisiva Piazza Navona in cui partecipò ad una sola puntata, e la pellicola Il petomane in cui ebbe un ruolo marginale. Nel telefilm Un medico in famiglia, partecipò brevemente in due distinte stagioni con due diversi ruoli, entrambi limitati ad un solo episodio. Ebbe dei ruoli minori anche nel film di Carlo Verdone Si vive una volta sola, nello sceneggiato televisivo Il capo dei capi e nel telefilm Squadra antimafia.
Nel 2023 fu uno degli interpreti principali nel film Il viaggio leggendario di Alessio Liguori: in questa occasione venne immortalato nella locandina del film insieme gli altri principali interpreti, i DinsiemE. Questa cosa non era mai accaduta in precedenza, quando interpretava solo ruoli secondari.

## Filmografia

### Cinema
- Il bisbetico domato, regia di Castellano e Pipolo (1980)
- Eccezzziunale... veramente, regia di Carlo Vanzina (1982)
- State buoni se potete, regia di Luigi Magni (1983)
- Il petomane, regia di Pasquale Festa Campanile (1983)
- I predatori di Atlantide, regia di Ruggero Deodato (1983)
- I due carabinieri, regia di Carlo Verdone (1984)
- Scemo di guerra, regia di Dino Risi (1985)
- Grandi magazzini, regia di Castellano e Pipolo (1985)
- Il commissario Lo Gatto, regia di Dino Risi (1986)
- Via Montenapoleone, regia di Carlo Vanzina (1987)
- Le foto di Gioia, regia di Lamberto Bava (1987)
- Palla al centro, regia di Federico Moccia (1987)
- Un delitto poco comune, regia di Ruggero Deodato (1988)
- Delitti e profumi, regia di Vittorio De Sisti (1988)
- Mia moglie è una bestia, regia di Castellano e Pipolo (1988)
- 'o Re, regia di Luigi Magni (1989)
- Fratelli d'Italia, regia di Neri Parenti (1989)
- Ho vinto la lotteria di capodanno, regia di Neri Parenti (1989)
- Tolgo il disturbo, regia di Dino Risi (1990)
- Fantozzi alla riscossa, regia di Neri Parenti (1990)
- Le comiche 2, regia di Neri Parenti (1991)
- Klon, regia di Lino Del Fra (1992)
- Ci hai rotto papà, regia di Castellano e Pipolo (1993)
- Bugie rosse, regia di Pierfrancesco Campanella (1994)
- Io no spik inglish, regia di Carlo Vanzina (1995)
- La figlia di Lady Chatterley, regia di Pasquale Fanetti (1995)
- Squillo, regia di Carlo Vanzina (1996)
- Fantozzi - il ritorno, regia di Neri Parenti (1996)
- M.D.C. - Maschera di cera, regia di Sergio Stivaletti (1997)
- Ljuba - Corpo e anima, regia di Bruno Mattei (1998)
- Le faremo tanto male, regia di Pino Quartullo (1998)
- Il fantasma dell'opera, regia di Dario Argento (1998)
- Non lo sappiamo ancora, regia di Lino D'Angiò (1999)
- Alex l'ariete, regia di Damiano Damiani (2000)
- Il pranzo della domenica, regia di Carlo Vanzina (2003)
- Casa Eden, regia di Fabio Bonzi (2004)
- 4-4-2 - Il gioco più bello del mondo, regia di Michele Camillo (2006)
- Il nostro messia, regia di Claudio Serrughetti (2008)
- Un'estate al mare, regia di Carlo Vanzina (2008)
- Diciottanni - Il mondo ai miei piedi, regia di Elisabetta Rocchetti (2010)
- 10 regole per fare innamorare, regia di Cristiano Bortone (2012)
- Buona giornata, regia di Carlo Vanzina (2012)
- Third Person, regia di Paul Haggis (2013)
- Colpi di fortuna, regia di Neri Parenti (2013)
- Ma tu di che segno 6?, regia di Neri Parenti(2014)
- Mi chiamo Maya, regia di Tommaso Agnese (2015)
- Caccia al tesoro, regia di Carlo Vanzina (2017)
- Rabbia furiosa - Er canaro, regia di Sergio Stivaletti (2018)
- Si vive una volta sola, regia di Carlo Verdone (2021)
- Io sono Babbo Natale, regia di Edoardo Falcone (2021)
- Il viaggio leggendario, regia Alessio Liguori (2022)
- Pare parecchio Parigi, regia  Leonardo Pieraccioni (2023)
- Io e te dobbiamo parlare, regia Alessandro Siani (2024)
- The Contract, regia di Massimo Paolucci (2024)

### Televisione
- La biondina, regia di Andrea Frazzi e Antonio Frazzi – film TV (1982)
- L'amante dell'Orsa Maggiore – serie TV (1983)
- I racconti del maresciallo, regia di Giovanni Soldati – miniserie TV (1984)
- I ragazzi di celluloide 2 – serie TV (1984)
- Aeroporto internazionale – serie TV (1985)
- I due prigionieri, regia di Anton Giulio Majano – film TV (1985)
- Naso di cane – serie TV (1986)
- I ragazzi della 3ª C – serie TV (1987)
- La voglia di vincere – serie TV (1987)
- Piazza Navona, epis. Il mitico Gianluca, regia di Gianfrancesco Lazotti – serie TV (1988)
- Un posto al sole - serie TV (2003-2004)
- Il capo dei capi – regia di Enzo Monteleone e Alexis Sweet – miniserie TV, episodio 6 (2007)
- Distretto di Polizia – serie TV, episodio 7x02-8x10-9x15 (2007-2009)
- R.I.S. - Delitti imperfetti - serie TV, episodio 4x08 (2008)
- R.I.S. Roma - Delitti imperfetti – serie TV, episodio 1x08 (2010)
- I Cesaroni – serie TV, episodio 4x17 (2010)
- Squadra antimafia - Palermo oggi – serie TV, episodio 4x08 (2012)
- La vita contro, regia di Tommaso Agnese – film TV (2012)
- Un caso di coscienza – serie TV (2013)
- Un matrimonio, regia Pupi Avati – miniserie TV (2013/2014)
- Non uccidere – serie TV (2015)
- I misteri di Laura – serie TV (2015)
- Permette? Alberto Sordi, regia di Luca Manfredi – film TV (2020)
- Signora Volpe - serie TV, episodio 1x03 (2022)
- Vita da Carlo – serie TV, episodio 2x02 (2023)
- Anima gemella – miniserie TV, episodio 4 (2023)
- Com'è umano lui!, regia di Luca Manfredi – film TV (2024)

### Cortometraggi
- Catharsis, regia di Tommaso Agnese (2005)
- Pensiero giallo, regia di Pierfrancesco Campanella (2018)
- L'amore che non muore, regia di Alessandro Cuomo (2019)
- La Sorpresa, regia di Christian Antonilli (2019)
- My Dolly, regia di Fabio Schifino (2020)